# Hats Off to (Roy) Harper
Hats Off to (Roy) Harper is een nummer van de Engelse rockband Led Zeppelin. Het is het tiende en laatste nummer van hun derde studioalbum Led Zeppelin III uit 1970.

## Achtergrond

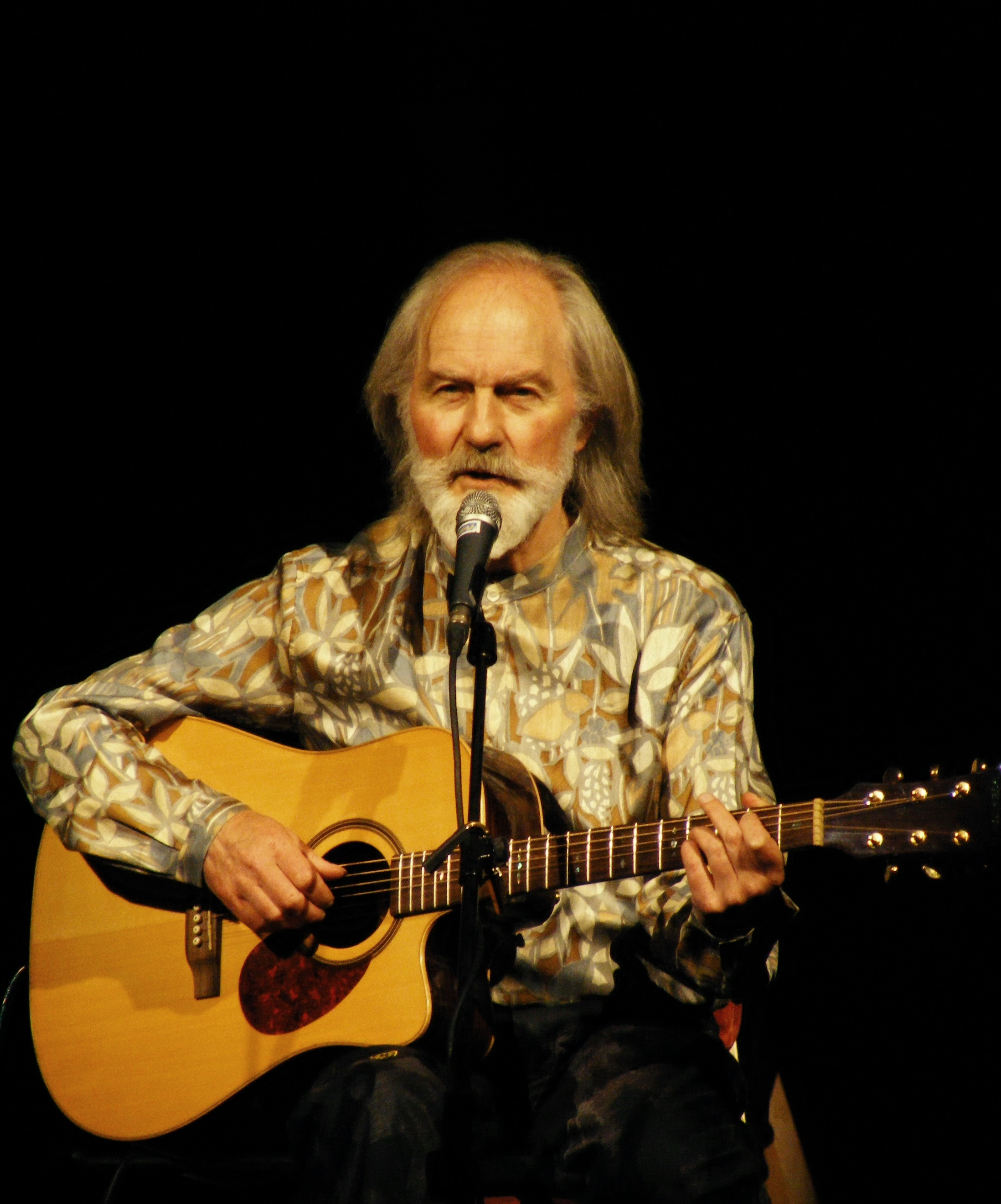
Roy Harper tijdens een optreden in Manchester op 18 september 2010.

"Hats Off to (Roy) Harper" is een aaneenschakeling van fragmenten uit oude bluesnummers, met als basis het nummer "Shake 'Em On Down" uit 1937, van de Amerikaanse deltabluesgitarist en -zanger Bukka White. Het nummer is een eerbetoon aan hun vriend, de Engelse folkzanger Roy Harper, die gitarist Jimmy Page voor het eerst ontmoette in 1970 tijdens het Bath Festival of Blues and Progressive Music, in het Engelse Shepton Mallet.
Page en zanger Robert Plant verklaren beiden dat hun werk sterk beïnvloed is door Harper, die zijn carrière begon in het begin van de jaren 1960.
Op de hoes van het album Led Zeppelin III staat "Charles Obscure" vermeld als schrijver van het nummer. Dit is echter een pseudoniem voor Jimmy Page.
Tijdens een interview dat Page gaf aan het Engelse muziektijdschrift Melody Maker, vlak voor het verschijnen van Led Zeppelin III, zei hij over het nummer:

Op een avond hadden Robert en ik een jamsessie. We hebben toen een tape vol gespeeld met allerlei verschillende blues-dingetjes. Robert speelde mondharmonica via de versterker, daarna gebruikte hij hem voor de zang. Het moet een waardig eerbetoon voorstellen aan Roy (Harper) want die kerel is echt getalenteerd. 

Led Zeppelin heeft het nummer nooit live uitgevoerd.